# Унитарная матрица
Унита́рная ма́трица — квадратная матрица с комплексными элементами, результат умножения которой на эрмитово сопряжённую равен единичной матрице: {\displaystyle U^{\dagger }U=UU^{\dagger }=I}.
Другими словами, матрица унитарна тогда и только тогда, когда существует обратная к ней матрица, удовлетворяющая условию {\displaystyle U^{-1}=U^{\dagger }}.
Унитарные матрицы обобщают понятие ортогональных матриц, элементы которых — только действительные числа, на матрицы с компле́ксными числами.
Следующие утверждения относительно данной квадратной матрицы {\displaystyle A} являются эквивалентными:
1. {\displaystyle A} — унитарна.
2. {\displaystyle A^{\dagger }} — унитарна.
3. Столбцы матрицы {\displaystyle A} образуют ортонормированный базис в унитарном пространстве.
4. Строки матрицы {\displaystyle A} образуют ортонормированный базис в унитарном пространстве.

## Интерпретация
Унитарная матрица представляет преобразование, переводящее ортонормированный базис комплексного векторного пространства размерности, соответствующей её размеру, в ортонормированный базис. (Это верно для любого ортонормированного базиса).
Это эквивалентно утверждению, что преобразование, представляемое унитарной матрицей, сохраняет скалярное произведение (а потому и длины всех векторов).

## Свойства
- Всякая унитарная матрица является нормальной.
- Произведение унитарных матриц также является унитарной матрицей.
- Для всякой унитарной матрицы {\displaystyle U} существует такая унитарная матрица {\displaystyle V}, что {\displaystyle V^{*}UV} — диагональна.
- Множество всех унитарных матриц порядка {\displaystyle n} по умножению образует унитарную группу {\displaystyle U(n)} — (алгебраическую) группу Ли над полем вещественных чисел.

Если определитель унитарной матрицы {\displaystyle A} равен единице, её называют специальной унитарной матрицей. Модуль определителя унитарной матрицы всегда равен 1.
Множество всех специальных унитарных матриц порядка {\displaystyle n} по умножению образуют специальную унитарную группу {\displaystyle SU(n)}. Группы {\displaystyle SU(2)} и {\displaystyle SU(3)} играют важную роль при изложении квантовой механики и физики элементарных частиц.